# Erich Schlesinger
Erich Ferdinand Nicolaus Schlesinger (* 23. Dezember 1880 in Warstade; † 17. Dezember 1956 in Rostock) war Verwaltungsjurist, Politiker und Rektor der Universität Rostock.

## Leben
Erich Schlesinger wurde als Sohn des Eisenbahningenieurs Sigmund Schlesinger und dessen Ehefrau Amalie geboren. Der Vater war am Bau der Eisenbahnlinie Neustrelitz – Warnemünde tätig und deshalb besuchte Erich Schlesinger bis 1890 das Gymnasium in Rostock, danach das in Güstrow. 1900 beendete er die Schulausbildung mit dem Abitur. Von 1900 bis 1903 folgen Studien der Rechts- und Staatswissenschaften in Heidelberg, München, Berlin und Rostock. Er war Mitglied der Studentenverbindung Leonesia Heidelberg. Die Promotion zum Dr. jur. erfolgte 1903. Von 1903 bis 1907 absolvierte Schlesinger ein juristisches Referendariat in Güstrow. Danach wurde Schlesinger Beamter in Schwerin. Hier war er in der Domanialverwaltung, im Justiz- und im Innenministerium der Landesverwaltung des Herzogtums Mecklenburg-Schwerin tätig. Sein Spezialgebiet war die mecklenburgische Rechtsprechung und ihre systematische Darstellung nach neuesten Erkenntnissen. Nach dem Ende des feudalistischen Großherzogtums Mecklenburg 1918 wurde er 1919 Beamter des Landes Mecklenburg. Dem humanistisch, liberal und demokratisch eingestellten Schlesinger bot sich erst jetzt die Möglichkeit, fortschrittliche Ideen zu realisieren. Die demokratische Landesverfassung, die Kreis- und Gemeindeordnung, die Reorganisation des Versicherungswesens und des Küstenschutzes tragen seine Handschrift. Gegen den Widerstand der kleinen, örtlichen Elektrizitätswerke erarbeitete Schlesinger die Organisation einer landesweit einheitlichen Elektrizitätsversorgung.
Ab 1925 war er Ministerialdirektor im Innenministerium und ab 1929 Staatsminister für Inneres und Justiz im Freistaat Mecklenburg-Schwerin. Nach der Übernahme der Regierungsgeschäfte durch die Nationalsozialisten in Mecklenburg 1932 wurde er als Staatsminister abgelöst. Seine Weigerung, in die NSDAP einzutreten, führte dazu, dass er zuerst in den einstweiligen, 1934 in den dauernden Ruhestand versetzt wurde. Außerdem wurde er gezwungen, seinen Wohnort zu verlassen. Er zog nach Rostock, weil die Nähe der Universität seine seit 1924 bestehende Tätigkeit als Herausgeber der „Mecklenburgischen Zeitschrift für Rechtspflege, Rechtswissenschaft und Verwaltung“ begünstigte. Aus politischen Gründen wurde er 1937 genötigt, diese Tätigkeit abzugeben.
Von 1943 bis 1945 arbeitete Schlesinger als Vorstand der Mecklenburgischen Hagel- und Feuer-Versicherungsgesellschaft in Neubrandenburg. Nach Ende des Zweiten Weltkrieges wurde er als Ministerialdirektor der Justizabteilung in die Landesverwaltung berufen. Hier entwickelte er die Kriterien für die Entnazifizierung, die von allen Kommissionen in der Sowjetischen Besatzungszone übernommen wurden.
1946 wurde Schlesinger zum Honorarprofessor an der Juristischen Fakultät der Universität Rostock ernannt und erhielt einen Lehrauftrag für Verwaltungsrecht. Von 1949 bis 1956 lehrte er als ordentlicher Professor für Verwaltungsrecht und hielt Lehrveranstaltungen auch an der Gesellschaftswissenschaftlichen, der Landwirtschaftlichen und der Technischen Fakultät. Von 1949 bis 1950 war Schlesinger Direktor der Juristischen Seminare, bis 1952 Prorektor.
1946 setzte ihn die Landesverwaltung als Kurator an der Universität Rostock ein. Hier war der Lehrbetrieb unter den neuen, politisch veränderten Bedingungen mit all den Problemen, die die Nachkriegszeit mit sich brachte, aufzubauen. Verbunden mit dem Namen Schlesinger sind wichtige Bauten der Universität wie z. B. auf dem Gelände der Universitätskliniken und Studentenwohnheime. Er war ein Initiator und Förderer der Arbeiter-und-Bauern-Fakultäten und des Frauenstudiums.
So erwarb sich Schlesinger große Verdienste und hohes Ansehen bei den Universitätsangehörigen. Er wurde 1952, noch als 71-Jähriger, zum Rektor gewählt. Diese Tätigkeit übte er bis zu seinem Tode 1956 aus.

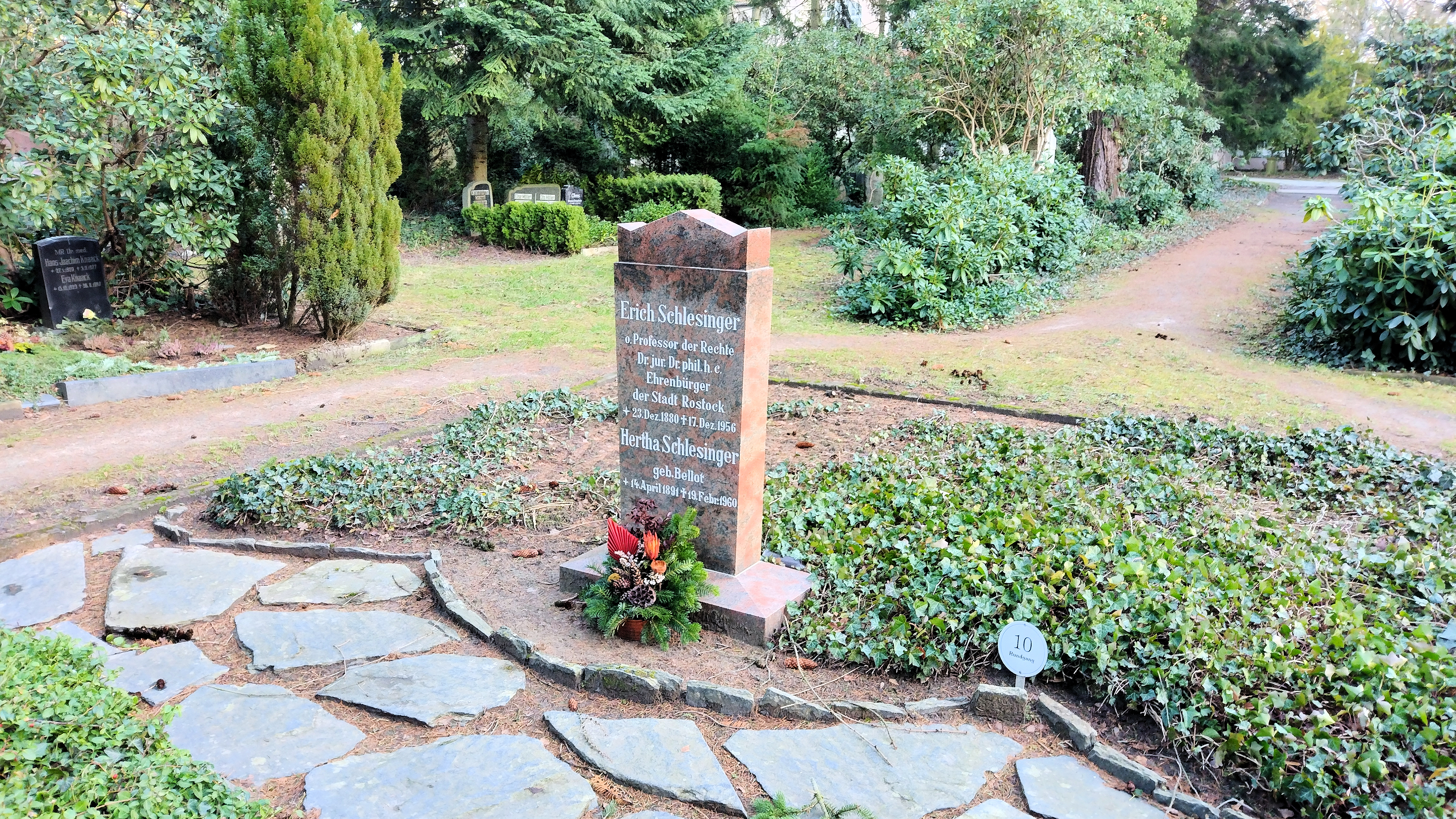
Grab Erich Schlesingers auf dem Neuen Friedhof Rostock

Von 1954 bis 1956 war Erich Schlesinger Abgeordneter des Bezirkstags Rostock. Sein Grab befindet sich auf dem Neuen Friedhof in Rostock.

## Werke
- Staats- und Verwaltungsrecht des Großherzogtums Mecklenburg-Schwerin. Süsserott, Schwerin 1908.
- Die Mecklenburgischen Gesetze vom 2. März 1922 über die Verwaltungsgerichtsbarkeit. 1922.

## Ehrungen
1955 wurde Erich Schlesinger mit dem Vaterländischen Verdienstorden der DDR in Bronze ausgezeichnet. Im selben Jahr erhielt er die Ehrendoktorwürde der Philosophischen Fakultät der Universität Rostock und wurde Ehrenbürger der Stadt Rostock. In der Rostocker Südstadt trägt eine Straße seinen Namen.

### Festschrift
- Fritz Müller (Hrsg.): Tradition und neue Wirklichkeit der Universität. Festschrift für Professor Dr. jur. Dr. phil. h.c. Erich Schlesinger zu seinem 75. Geburtstage. = Wissenschaftliche Zeitschrift der Universität Rostock. Gesellschafts- und sprachwissenschaftliche Reihe 5 (1955/56), Sonderheft